# 칼리아스 평화조약

칼리아스 평화조약(고대 그리스어: Ειρήνη του Καλλία, Peace of Callias)은 기원전 449년에 델로스 동맹과 페르시아 제국 아케메네스 왕조 사이에서 페르시아 전쟁 종결을 목적으로 비준된 조약이다. 그러나 아래에 설명하는 바와 같이 사실성에 의문이 제기되기도 한다.

## 개요
기원전 480년에 페르시아의 왕 크세르크세스 1세에 의한 그리스 침공의 실패 후, 아테나이가 이끄는 델로스 동맹은 기원전 450년에 키프로스 원정을 떠났다. 그러나 그 분쟁에서 우세를 보인 당시의 페르시아의 왕 아르타크세르크세스 1세는 델로스 동맹과의 강화를 결정했기 때문에 평화 조약이 맺어져 델로스 동맹의 원정군은 키프로스에서 철수하게 되었다. 이 조약은 화약의 협상을 담당한 아테나이의 전권 대사 칼리아스의 이름을 따서 《칼리아스 화약》으로도 불렸다고 디오도로스는 말했다. 디오도로스가 전한 평화의 조건은 다음과 같았다.
전 그리스 도시는 그들 자신이 정한 법에 따라 살아가며, 페르시아의 태수는 사흘 여정 이상은 그들에게 가까이 가지 않고, 페르시아 전함도 지중해에서 파셀리스와 키클라데스 제도 동쪽 경계선을 넘어 항해를 자제한다. 그리고 만약 이 조항이 페르시아 왕과 그의 장군에 의해 지켜진다면, 아테나이 인들은 왕이 지배하고 있는 영토로 병사를 보내지 않는다.

디오도로스가 전하는 바에 따르면 이 협약에 의해 아테나이는 에게해에서 페르시아를 따돌리고, 소아시아의 그리스 폴리스의 자치를 빼앗는 대신 키프로스, 이집트(그때 페르시아에 반란을 일으킨)에 불간섭을 인정했다.

## 논란
〈칼리아스 화약〉에 대한 설명은 위의 디오도로스, 기원전 4세기의 변론 작가인 데모스테네스, 플루타르코스 등에게서 볼 수 있다. 그러나 역사가 테오폼포스(Theopompus)는 조약의 존재를 부정하였고, 투키디데스도 제2차 페르시아 전쟁 이후에 펠로폰네소스 전쟁의 기록에서 조약에 대해 전혀 언급하지 않았다. 펠로폰네소스 전쟁 때와 그 이후에 페르시아 제국과 아테나이, 페르시아 제국과 스파르타 사이에 맺어진 조약에는 ‘칼리아스 화약’에 입각한 조건이 하나도 존재하지 않기 때문에 실제 존재여부를 의심하는 연구원이 끊이지 않고 있다.
== 참고 문헌
- 데모스테네스, 《변론 2집》기소 아키코 번역, 교토대학 학술출판회 <서양고전총서 G062> 2010년 1월. ISBN 978-4-87698-184-7
- 플루타르코스, 《플루타르코스 영웅전》 전 12권 세트, 고노 요이치 번역, 이와나미 서점 < 이와나미 문고 > 1952년 - 1956년. {{ISBN|4-00-200235-